# الدوري السلوفيني لكرة السلة للسيدات
الدوري السلوفيني لكرة السلة للسيدات هو دوري كرة سلة للسيدات في سلوفينيا تأسس في سنة 1991 تلعب فيه 9 فرق. يعتبر فريق تسليه الأكثر فوزا به برصيد 12 لقبا.

## وصلات خارجية
- الموقع الرسمي